# Rankende duivenkervel
De rankende duivenkervel (Fumaria capreolata) is een eenjarige plant uit de papaverfamilie (Papaveraceae). De soort staat op de Nederlandse Rode Lijst van planten als zeldzaam en stabiel of toegenomen. De plant komt van nature voor in Zuidwest-Europa, Noord-Afrika, de Azoren, Canarische eilanden en West-Azië. De soort heeft zich van daaruit over de gehele wereld verspreid.
De plant wordt 30-90 cm hoog, heeft klimmende stengels en bevat melksap. De bladslippen van het tweezijdige gelobde blad zijn eirond tot langwerpig.
De plant bloeit van juni tot in september met geelwitte, aan de top zeer donkerrood aangelopen, 10-14 mm lange, zygomorfe bloemen, die later soms geheel rood verkleuren. De kroonbladen zijn zeer ongelijk van vorm, terwijl één kroonblad gespoord is met een 2-3 mm lange spoor. De 10-14 mm lange bloemen staan in vrij dichte trossen van twaalf tot twintig bloemen. De kelkbladen zijn getand en van gelijke breedte als de kroonbladen. De schutbladen zijn even lang of langer dan de vruchtsteeltjes. 
De bolronde, eenzadige vrucht heeft een vlezige hals. De vruchtstelen zijn sterk naar beneden gekromd. Na het drogen is de 2 mm grote vrucht glad.

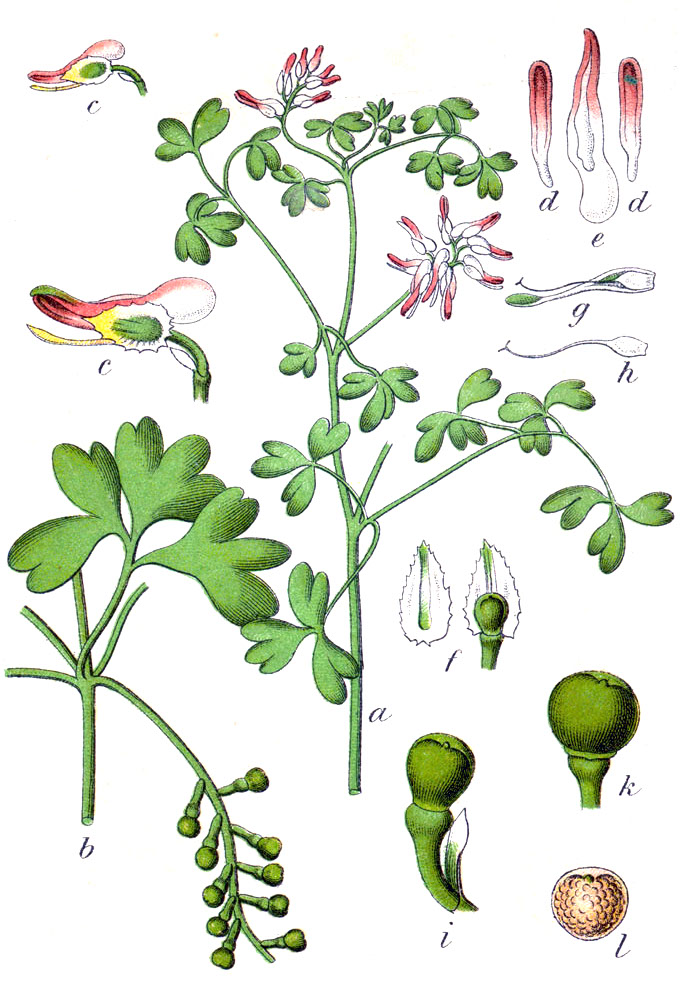
Rankende duivelkervel

De plant komt vooral voor in moestuinen op vochtige, voedselrijke, vaak enigszins beschaduwde grond.